# Baldomero Marchena Tacure
Baldomero Marchena Tacure es un político peruano. Fue consejero regional de Piura durante el periodo del presidente regional Javier Atkins Lerggios entre 2011 y 2014 y alcalde de la provincia de Ayabaca de  2019-2022.
Nació en Lagunas, Perú, el 11 de septiembre de 1976. Cursó sus estudios primarios y secundarios en su localidad natal. Entre 2004 y 2005 cursó estudios superiores de derecho en la sucursal de la Universidad Inca Garcilaso de la Vega en la ciudad de Sullana sin concluir la carrera.
Su primera participación política se dio en elecciones regionales del 2010 como candidato a consejero regional por la provincia de Ayabaca resultando elegido. No tentó la reelección. En las elecciones municipales del 2018 fue elegido alcalde de la provincia de Ayabaca por el Movimiento Independiente Fuerza Regional.